# ボルチモア地下鉄
ボルチモア地下鉄（Baltimore Metro SubwayLink）は、アメリカ合衆国メリーランド州のボルチモアにある都市鉄道。

## 概要
1983年開業。ダウンタウン寄りの約10キロメートルが地下区間で郊外は地平と高架である。市内最大の病院であるジョンズ・ホプキンズ病院を起点に、ボルチモア市外の国勢調査指定地域であるオーウィングス・ミルズを結んでいる。
当初6本の地下鉄線が計画されていたが、2号線は建設費を抑えるためライトレールに変更された。ボルチモア・ライトレールは1992年に開業した。レキシントン・マーケット駅が乗り換え駅になっているが乗り場は1街区離れている。
車両は開業時バッド社のステンレス製車両が導入された。老朽化のため2024年から日立レール (イタリア)の車両に置き換えを進めている。マイアミのメトロレールと同型式の車両であり、2両、4両、6両編成で運行できる。置き換えは2026年に完了予定。

路線図

## ギャラリー

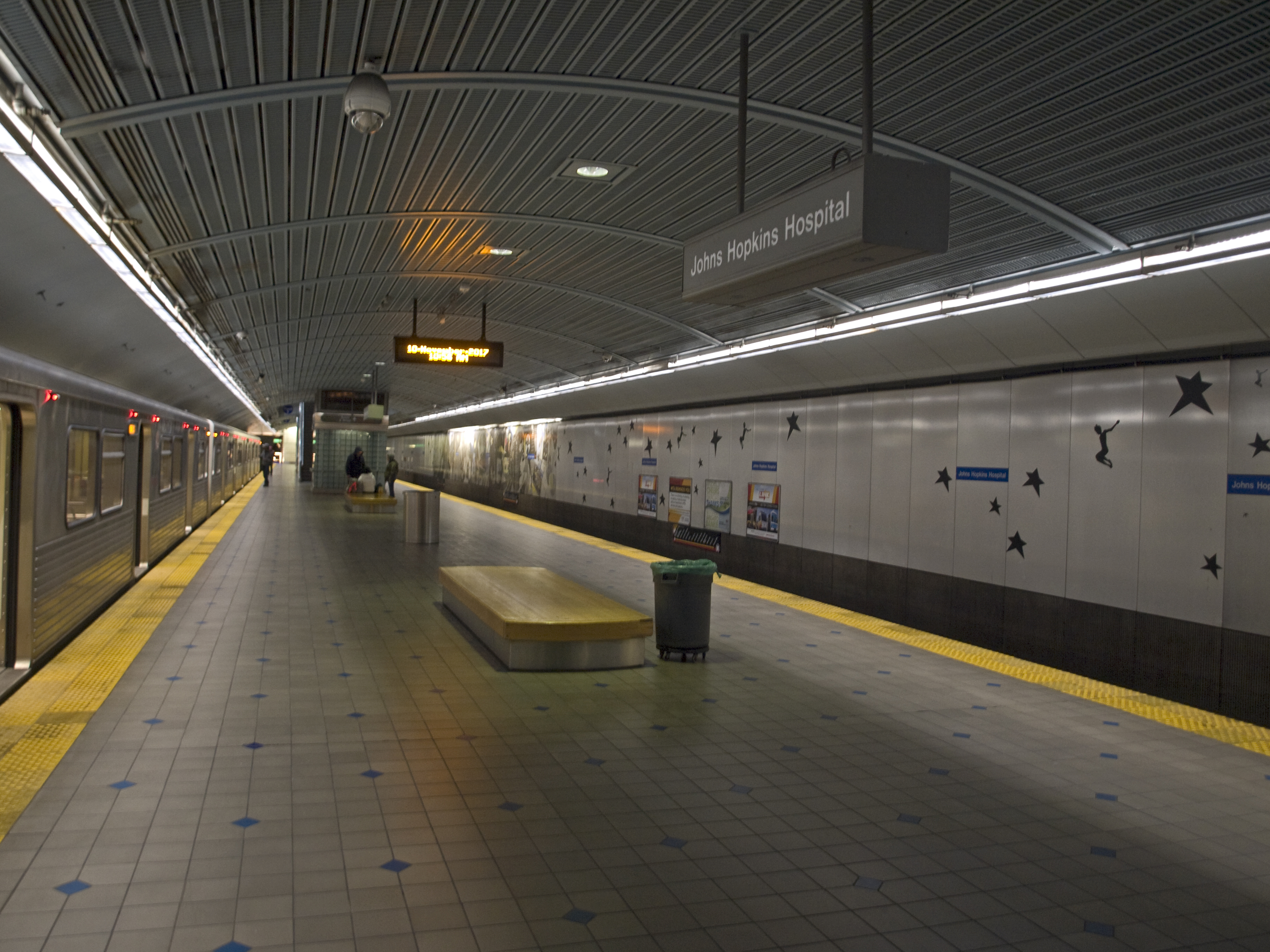
ジョンズ・ホプキンズ病院駅
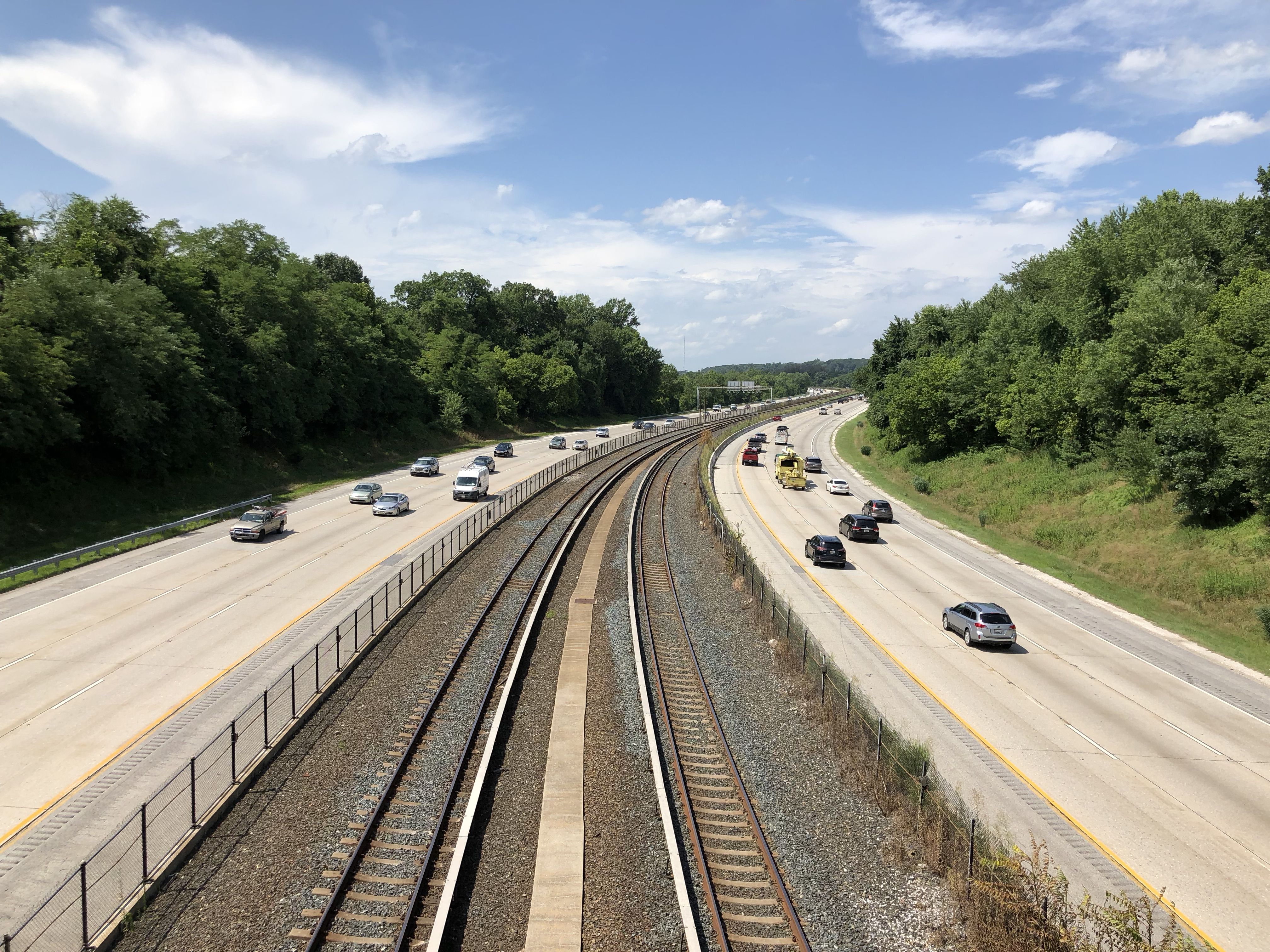
郊外の軌道
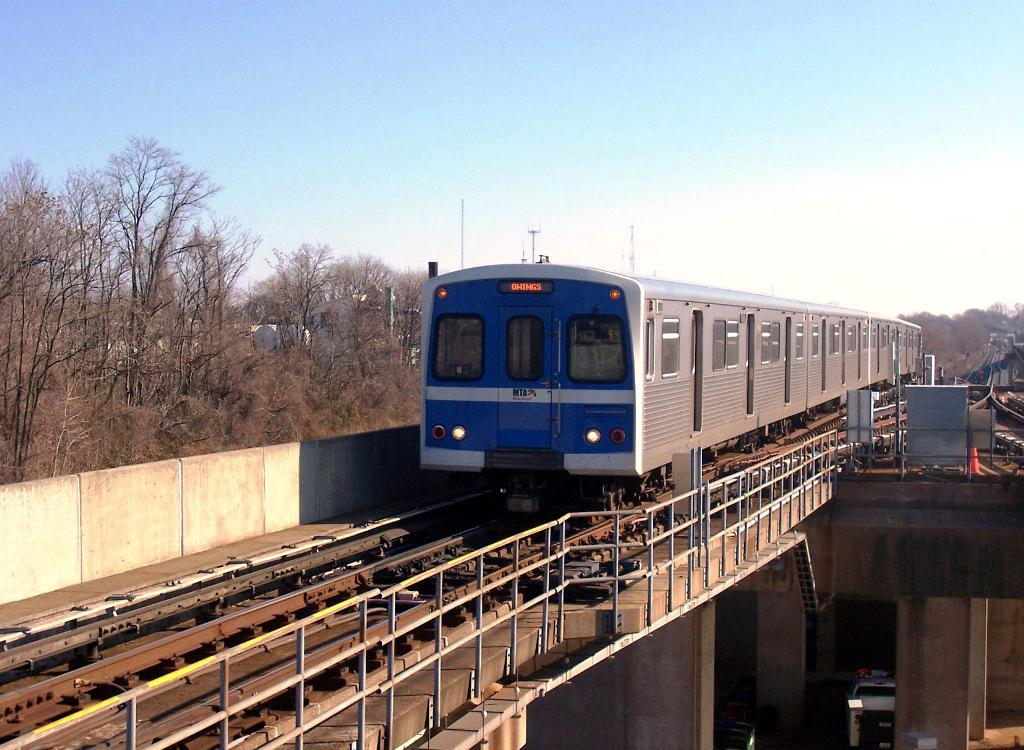
バッド社の旧型車両